# WTA Finals 2018
El BNP Paribas WTA Finals 2018, també anomenada Copa Masters femenina 2018, és l'esdeveniment que va reunir les vuit millors tennistes individuals i les vuit millors parelles femenines de la temporada 2018. Es tractava de la 48a edició en individual i la 43a en dobles. Es va disputar sobre pista dura entre el 21 i el 28 d'octubre de 2018 al Singapore Indoor Stadium de Kallang, Singapur.
La tennista ucraïnesa Elina Svitolina va guanyar el títol més important del seu palmarès havent guanyat els cinc partits disputats durant el torneig. Aquest fou el seu quart títol de la temporada. La parella formada per la hongaresa Tímea Babos i la francesa Kristina Mladenovic van guanyar el seu tercer títol de la temporada.

## Format

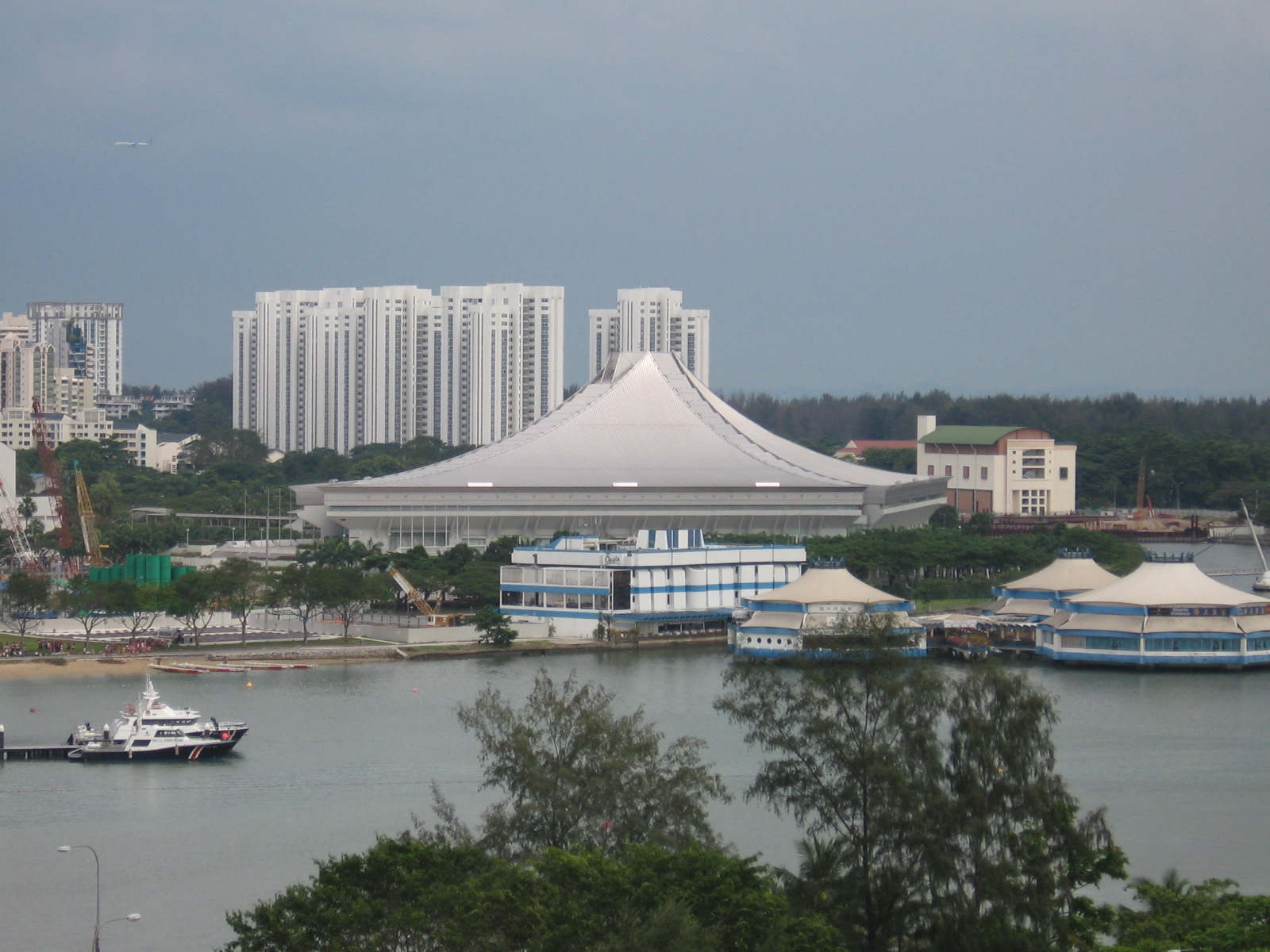
Singapore Indoor Stadium

Les vuit tennistes classificades disputen una fase inicial en el format Round Robin en dos grups de quatre, anomenats grup blanc i grup vermell. Durant els primers quatre dies es disputen els partits d'aquests grups, de manera que cada tennista disputa tres partits contra la resta d'integrants del seu grup. Les dues millors tennistes de cada grup avancen a semifinals. Les vencedores de semifinals disputen la final. El sistema de classificació del sistema Round Robin es determina mitjançant els següents criteris:
1. Nombre de victòries
2. Nombre de partits disputats
3. En empats de dues jugadores, el resultat directe
4. En empats de tres jugadores, percentatge de sets i després jocs
5. Decisió del comitè organitzatiu

En categoria de dobles es disputa un quadre tradicional de tres rondes amb les vuit millors parelles.

## Individual

### Classificació
| Rq | Tennista                      | Grand Slam | Grand Slam | Grand Slam | Grand Slam | Premier Mandatory | Premier Mandatory | Premier Mandatory | Premier Mandatory | Millors Premier 5 | Millors Premier 5 | Altres millors resultats | Altres millors resultats | Altres millors resultats | Altres millors resultats | Altres millors resultats | Altres millors resultats | Punts | Torn. |
| -- | ----------------------------- | ---------- | ---------- | ---------- | ---------- | ----------------- | ----------------- | ----------------- | ----------------- | ----------------- | ----------------- | ------------------------ | ------------------------ | ------------------------ | ------------------------ | ------------------------ | ------------------------ | ----- | ----- |
| Rq | Tennista                      | AUS        | RG         | WIM        | USO        | INW               | MIA               | MAD               | PEQ               | 1                 | 2                 | 1                        | 2                        | 3                        | 4                        | 5                        | 6                        | Punts | Torn. |
| −  | Simona Halep 14/08/2018       | F 1300     | G 2000     | R32 130    | R128 10    | SF 390            | R32 65            | QF 215            | R64 10            | G 900             | F 585             | F 585                    | SF 350                   | G 280                    | QF 100                   |                          |                          | 6.921 | 15    |
| 1  | Angelique Kerber 10/09/2018   | SF 780     | QF 430     | G 2000     | R32 130    | QF 215            | QF 215            | A 0               | R16 120           | QF 190            | QF 190            | G 470                    | SF 185                   | SF 185                   | R16 105                  | R16 105                  |                          | 5.375 | 18    |
| 2  | Caroline Wozniacki 04/10/2018 | G 2000     | R16 240    | R64 70     | R64 70     | R16 120           | R64 10            | R16 120           | G 1000            | SF 350            | QF 190            | G 470                    | F 180                    | R16 105                  | QF 100                   |                          |                          | 5.086 | 18    |
| 3  | Naomi Osaka 02/10/2018        | R16 240    | R32 130    | R32 130    | G 2000     | G 1000            | R64 35            | R64 10            | SF 390            | R32 90            | R32 60            | F 305                    | SF 110                   | QF 100                   |                          |                          |                          | 4.740 | 19    |
| 4  | Petra Kvitová 04/10/2018      | R128 10    | R32 130    | R128 10    | R32 130    | R32 65            | R16 120           | G 1000            | R64 10            | G 900             | SF 350            | G 470                    | G 470                    | G 280                    | R16 105                  | R16 105                  | QF 100                   | 4.255 | 20    |
| 5  | Sloane Stephens 14/10/2018    | R128 10    | F 1300     | R128 10    | QF 430     | R32 65            | G 1000            | R16 120           | R16 120           | F 585             | R16 105           | R16 105                  |                          |                          |                          |                          |                          | 3.943 | 19    |
| 6  | Elina Svitolina 17/10/2018    | QF 430     | R32 130    | R128 10    | R16 240    | R32 65            | QF 215            | R32 65            | R64 10            | G 900             | SF 350            | G 470                    | G 470                    | QF 190                   | R16 105                  | QF 100                   | QF 100                   | 3.850 | 18    |
| 7  | Karolína Plísková 17/10/2018  | QF 430     | R32 130    | R16 240    | QF 430     | QF 215            | QF 215            | SF 390            | R16 120           | R16 105           | R32 60            | G 470                    | G 470                    | SF 185                   | F 180                    | QF 100                   | QF 100                   | 3.840 | 23    |
| 8  | Kiki Bertens 18/10/2018       | R32 130    | R32 130    | QF 430     | R32 130    | R64 10            | R32 65            | F 650             | R16 120           | G 900             | QF 190            | G 470                    | G 280                    |                          |                          |                          |                          | 3.710 | 24    |
| S1 | Dària Kassàtkina              | R64 70     | QF 430     | QF 430     | R64 70     | F 650             | R64 10            | QF 215            | R64 10            | R16 105           | R16 105           | G 470                    | F 305                    | SF 185                   | QF 100                   | QF 100                   |                          | 3.315 | 25    |
| S2 | Anastasija Sevastova          | R64 70     | R128 10    | R128 10    | SF 780     | R16 120           | R32 65            | R32 65            | F 650             | QF 190            | R16 105           | G 280                    | SF 185                   | SF 185                   | SF 185                   | F 180                    | R16 105                  | 3.185 | 22    |

### Fase grups

#### Grup vermell
| CS | Jugadora         | A. Kerber     | N. Osaka       | S. Stephens      | K. Bertens       | V − D | Sets  | Jocs    | Pos. |
| 1  | Angelique Kerber |               | 6−4, 5−7, 6−4  | 3−6, 3−6         | 6−1, 3−6, 4−6    | 1 − 2 | 3 − 5 | 36 − 40 | 3    |
| 3  | Naomi Osaka      | 4−6, 7−5, 4−6 |                | 5−7, 6−4, 1−6    | 3−6, 0−0, ret.   | 0 − 3 | 2 − 6 | 44 − 33 | 4    |
| 5  | Sloane Stephens  | 6−3, 6−3      | 7−5, 4−6, 6−1  |                  | 7−6(4), 2−6, 6−3 | 3 − 0 | 6 − 2 | 44 − 33 | 1    |
| 8  | Kiki Bertens     | 1−6, 6−3, 6−4 | 6−3, 0−0, ret. | 6−7(4), 6−2, 3−6 |                  | 2 − 1 | 3 − 3 | 28 − 28 | 2    |

#### Grup blanc
| CS | Jugadora           | C. Wozniacki  | P. Kvitová    | E. Svitolina  | Ka. Plísková  | V − D | Sets  | Jocs    | Pos. |
| 2  | Caroline Wozniacki |               | 7−5, 3−6, 6−2 | 7−5, 5−7, 3−6 | 2−6, 4−6      | 1 − 2 | 3 − 5 | 37 − 43 | 3    |
| 4  | Petra Kvitová      | 5−7, 6−3, 2−6 |               | 3−6, 3−6      | 3−6, 4−6      | 0 − 3 | 1 − 6 | 26 − 40 | 4    |
| 6  | Elina Svitolina    | 5−7, 7−5, 6−3 | 6−3, 6−3      |               | 6−3, 2−6, 6−3 | 3 − 0 | 6 − 2 | 44 − 33 | 1    |
| 7  | Karolína Plísková  | 6−2, 6−4      | 6−3, 6−4      | 3−6, 6−2, 3−6 |               | 2 − 1 | 5 − 2 | 36 − 27 | 2    |

### Fase final
|  | Semifinals | Semifinals        | Semifinals      | Semifinals | Semifinals |   |              | Final           | Final | Final | Final | Final |
|  |            |                   |                 |            |            |   |              |                 |       |       |       |       |
|  | 5          | Sloane Stephens   | 0               | 6          | 6          |   |              |                 |       |       |       |       |
|  | 7          | Karolína Plísková | 6               | 4          | 1          |   |              |                 |       |       |       |       |
|  | 7          | Karolína Plísková | 6               | 4          | 1          |   | 5            | Sloane Stephens | 6     | 2     | 2     |       |
|  |            |                   |                 |            |            |   | 5            | Sloane Stephens | 6     | 2     | 2     |       |
|  |            | 6                 | Elina Svitolina | 3          | 6          | 6 |              |                 |       |       |       |       |
|  | 8          | 6                 | Elina Svitolina | 3          | 6          | 6 | Kiki Bertens | 5               | 7     | 4     |       |       |
|  | 8          |                   |                 |            |            |   | Kiki Bertens | 5               | 7     | 4     |       |       |
|  | 6          | Elina Svitolina   | 7               | 6⁵         | 6          |   |              |                 |       |       |       |       |

## Dobles

### Classificació
| Rq | Tennistes                                             | Millors resultats | Millors resultats | Millors resultats | Millors resultats | Millors resultats | Millors resultats | Millors resultats | Millors resultats | Millors resultats | Millors resultats | Millors resultats | Punts | Torn. |
| Rq | Tennistes                                             | 1                 | 2                 | 3                 | 4                 | 5                 | 6                 | 7                 | 8                 | 9                 | 10                | 11                | Punts | Torn. |
| -- | ----------------------------------------------------- | ----------------- | ----------------- | ----------------- | ----------------- | ----------------- | ----------------- | ----------------- | ----------------- | ----------------- | ----------------- | ----------------- | ----- | ----- |
| 1  | Barbora Krejčíková Kateřina Siniaková 10/08/2018      | G 2000            | G 2000            | SF 780            | F 650             | SF 350            | R16 240           | QF 190            | SF 185            | F 180             | R16 120           | R16 120           | 6.815 | 14    |
| 2  | Tímea Babos Kristina Mladenovic 20/08/2018            | G 2000            | F 1300            | F 650             | G 470             | QF 430            | QF 430            | SF 390            | QF 190            | QF 190            | QF 190            | QF 190            | 6.455 | 14    |
| 3  | Andrea Sestini Hlaváčková Barbora Strýcová 29/09/2018 | G 1000            | SF 780            | F 585             | F 585             | G 470             | SF 390            | F 305             | R16 240           | R16 240           | QF 190            |                   | 4.795 | 14    |
| 4  | Gabriela Dabrowski Xu Yifan 04/10/2018                | SF 780            | F 650             | G 470             | G 470             | QF 430            | SF 390            | R16 240           | QF 190            | QF 190            | SF 185            | SF 185            | 4.180 | 17    |
| 5  | Elise Mertens Demi Schuurs 29/09/2018                 | G 900             | F 585             | QF 430            | SF 390            | SF 390            | F 305             | G 280             | G 280             | R16 240           | R16 120           | R16 105           | 4.025 | 14    |
| −  | Iekaterina Makàrova Ielena Vesninà                    | F 1300            | G 1000            | F 650             | SF 390            | QF 190            | SF 185            |                   |                   |                   |                   |                   | 3.715 | 6     |
| 6  | Nicole Melichar Květa Peschke 04/10/2018              | F 1300            | SF 350            | F 305             | G 280             | G 280             | R16 240           | R16 240           | QF 215            | QF 190            | SF 185            | R16 120           | 3.705 | 21    |
| 7  | Andreja Klepač María José Martínez Sánchez 04/10/2018 | F 585             | QF 430            | SF 390            | SF 350            | F 305             | F 305             | G 280             | R16 240           | QF 215            | QF 215            | QF 190            | 3.505 | 20    |
| 8  | Ashleigh Barty CoCo Vandeweghe 04/10/2018             | G 2000            | G 1000            | QF 215            |                   |                   |                   |                   |                   |                   |                   |                   | 3.237 | 7     |
| S1 | Raquel Atawo Anna-Lena Grönefeld                      | G 470             | SF 350            | R16 240           | R16 240           | QF 215            | SF 185            | SF 185            | F 180             | R32 130           | R32 130           | R16 120           | 2.445 | 22    |
| S2 | Alicja Rosolska Abigail Spears                        | SF 780            | G 280             | QF 215            | QF 215            | SF 185            | SF 185            | R32 130           | SF 110            | QF 100            | QF 100            |                   | 2.390 | 26    |

### Fase final
| Quarts de final | Quarts de final                       | Quarts de final | Quarts de final | Quarts de final |  |   | Semifinals                            | Semifinals                            | Semifinals | Semifinals | Semifinals |  |  | Final | Final                                 | Final | Final | Final |
|                 |                                       |                 |                 |                 |  |   |                                       |                                       |            |            |            |  |  |       |                                       |       |       |       |
| 1               | Barbora Krejčíková Kateřina Siniaková | 6               | 6               |                 |  |   |                                       |                                       |            |            |            |  |  |       |                                       |       |       |       |
| 7               | Nicole Melichar Květa Peschke         | 1               | 4               |                 |  |   | 1                                     | Barbora Krejčíková Kateřina Siniaková | 6          | 6          |            |  |  |       |                                       |       |       |       |
| 3               | Andrea S. Hlaváčková Barbora Strýcová | 6               | 6               |                 |  | 3 | Andrea S. Hlaváčková Barbora Strýcová | 3                                     | 2          |            |            |  |  |       |                                       |       |       |       |
| 8               | Andreja Klepač M.J. Martínez Sánchez  | 1               | 2               |                 |  |   |                                       |                                       |            |            |            |  |  | 1     | Barbora Krejčíková Kateřina Siniaková | 4     | 5     |       |
| 6               | Ashleigh Barty CoCo Vandeweghe        | 6               | 6               |                 |  |   |                                       |                                       |            |            |            |  |  | 2     | Tímea Babos Kristina Mladenovic       | 6     | 7     |       |
| 4               | Elise Mertens Demi Schuurs            | 1               | 4               |                 |  |   | 6                                     | Ashleigh Barty CoCo Vandeweghe        | 7          | 3          | [8]        |  |  |       |                                       |       |       |       |
| 5               | Gabriela Dabrowski Xu Yifan           | 0               | 2               |                 |  | 2 | Tímea Babos Kristina Mladenovic       | 6⁵                                    | 6          | [10]       |            |  |  |       |                                       |       |       |       |
| 2               | Tímea Babos Kristina Mladenovic       | 6               | 6               |                 |  |   |                                       |                                       |            |            |            |  |  |       |                                       |       |       |       |

## Premis
El premi econòmic total del torneig fou de 7.000.000 US$.
| Individual                                                 | Individual                                                    | Individual |
| Ronda                                                      | Premi                                                         | Punts      |
| ---------------------------------------------------------- | ------------------------------------------------------------- | ---------- |
| Campiona                                                   | RR¹ + 1.750.000$                                              | RR + 750   |
| Finalista                                                  | RR¹ + 590.000$                                                | RR + 330   |
| Semifinalista                                              | RR¹ + 40.000$                                                 | RR         |
| Victòria Round Robin                                       | +153.000$                                                     | +250       |
| Derrota Round Robin                                        | N/D                                                           | +125       |
| Participació                                               | 3 partits = 151.000$ 2 partits = 130.000$ 1 partit = 110.000$ | N/D        |
| Suplent                                                    | 2 partits = 109.000$ 1 partit = 89.000$ 0 partits = 68.000$   | N/D        |
| ¹ RR significa els premis i punts en la ronda Round Robin. |                                                               |            |

| Dobles                    | Dobles   | Dobles |
| Ronda                     | Premi    | Punts  |
| ------------------------- | -------- | ------ |
| Campiones                 | 500.000$ | 1.500  |
| Finalistes                | 260.000$ | 1.080  |
| Semifinalistes            | 157.500$ | 750    |
| Quartfinalistes           | 81.250$  | 375    |
| Premi econòmic per equip. |          |        |